# Saint-Léger-sur-Sarthe
Saint-Léger-sur-Sarthe är en kommun i departementet Orne i regionen Normandie i nordvästra Frankrike. Kommunen ligger i kantonen Le Mêle-sur-Sarthe som tillhör arrondissementet Alençon. År 2022 hade Saint-Léger-sur-Sarthe 314 invånare.

## Befolkningsutveckling
Antalet invånare i kommunen Saint-Léger-sur-Sarthe
| Referens: INSEE |